# Лівадка
Ліва́дка (рос. Ливадка, ерз. Ливадка) — село у складі Дубьонського району Мордовії, Росія. Входить до складу Красинського сільського поселення.

## Населення
Населення — 105 осіб (2010; 128 у 2002).
Національний склад (станом на 2002 рік):
- росіяни — 96 %